# Elżbieta Mikiciuk-Olasik
Elżbieta Wiesława Mikiciuk-Olasik (ur. 5 listopada 1951 w Łodzi) – polska farmaceutka, profesor nauk farmaceutycznych, nauczyciel akademicki Uniwersytetu Medycznego w Łodzi, specjalność naukowa: chemia farmaceutyczna.

## Życiorys
W 1974 ukończyła studia farmaceutyczne w Akademii Medycznej w Łodzi. W 1996 na podstawie dorobku naukowego oraz monografii pt. Poszukiwanie pochodnych azotowych układu heterocyklicznych związków o potencjalnym zastosowaniu w diagnostyce i terapii uzyskała na Wydziale Farmaceutycznym Akademii Medycznej w Łodzi stopień doktora habilitowanego nauk farmaceutycznych w dyscyplinie farmacja specjalność technologia leków. W 2008 prezydent RP nadał jej tytuł profesora nauk farmaceutycznych.
Była profesorem zwyczajnym Wydziału Farmaceutycznego Akademii Medycznej w Łodzi i dziekanem tego wydziału oraz kierownikiem Katedry Chemii Farmaceutycznej i Biochemii w tym wydziale. Pozostała profesorem zwyczajnym tej uczelni po przekształceniu jej w Uniwersytet Medyczny w Łodzi i kierownikiem Katedry Chemii Farmaceutycznej i Biochemii UMŁ.
Jest członkiem Komitetu Terapii i Nauk o Leku PAN, Centralnej Komisji ds. Stopni i Tytułów oraz Rady Doskonałości Naukowej I kadencji. Tłumaczyła na polski dwie książki z zakresu chemii organicznej i medycznej.

## Odznaczenia
- Złoty Krzyż Zasługi (2005)[7]